# Robert Sirico
Robert Alan Sirico (Brooklyn; 23 de junio de 1951) es un sacerdote católico estadounidense y fundador del   Instituto Acton para el Estudio de la Religión y la Libertad de Grand Rapids, Míchigan. Es un comentarista político, religioso y cultural. También es párroco de la parroquia Sacred Heart en Grand Rapids, Míchigan.

## Educación y primeros años
Sirico se crio en una familia italiana en Brooklyn, (tanto en Bensonhurst como en East Flatbush) pero en sus primeros años de adolescencia, había dejado la Iglesia. Recibió un título de asociado de Los Angeles City College, estudió en  St. Mary's University College, Londres, y recibió una licenciatura en inglés de la Universidad del Sur de California. Sirico tiene ciudadanía italiana y estadounidense. Su hermano mayor es el actor Tony Sirico de "Los Soprano".
En la edición de invierno de 2018 del Acton Institute de su publicación trimestral Religion & Liberty, Sirico dijo que crecer en Brooklyn le hizo desarrollar una apreciación tardía de la naturaleza, que solo se afianzó después de que se mudó a la costa oeste. Su mudanza al oeste ocurrió durante lo que llamó "El gran despertar ambiental de los años sesenta y setenta". Las preocupaciones ambientales de Sirico se convirtieron en una de las misiones del Instituto Acton: "Nuestra misión en el Instituto Acton a menudo intenta cerrar la brecha entre los extremistas del panteísmo y aquellos que buscan ganancias a cualquier costo para el medio ambiente. Nuestro objetivo es celebrar el florecimiento humano reconociendo que no se excluye mutuamente el llamado de Dios para que seamos administradores del medio ambiente concienzudos ".
Un estudio más profundo de la antropología cristiana lo llevó a su regreso a la Iglesia Católica en 1977, y más tarde a los escritos de  St. Agustín. La biografía del Beato John Henry Newman lo llevó a considerar el sacerdocio. Recibió un M.Div. De La Universidad Católica de América en 1987 y fue ordenado sacerdote Paulista en 1989. Fue asignado al Centro de Información Católica en Grand Rapids, Michigan, y poco después fundó el Acton Institute.

## Carrera

### Década de 1970
Sirico fue ordenado ministro pentecostal y estableció un ministerio de sanidad en Seattle alrededor de 1970/71. Se hizo muy popular y se ganó el apoyo de varias iglesias carismáticas de la zona. Se estableció una fundación para el apoyo financiero de su ministerio. Durante este tiempo, según Sirico, él creía que la homosexualidad era condenada por la Biblia como una perversión. Sin embargo, pronto descubrió que era "imposible" curar a una persona de ser gay. Finalmente, hizo un anuncio público de que él mismo era homosexual y tenía la intención de formar una iglesia para homosexuales. Esto lo llevó a perder el apoyo de los partidarios de su ministerio de sanidad.
En 1972, Sirico fundó la Iglesia de la Comunidad Metropolitana de Seattle, que principalmente atendía a los homosexuales. La iglesia se convirtió en miembro de la Iglesia de la Comunidad Metropolitana (MCC). MCC se fundó en 1968 como "el primer grupo eclesiástico del mundo con un ministerio primario y positivo para los gays, lesbianas, bisexuales y transexuales".
En abril de 1973, Sirico y el MCC protestaron contra el Departamento de Policía de Seattle, alegando que había una "vendetta" por parte del Departamento de Policía de Seattle contra los homosexuales. En octubre de 1973, Sirico fue arrestado en Seattle por "caminar en la calzada" después de cruzar la calle para acudir en ayuda de un hombre gay que vio que lo arrestaban. En la cárcel, según los informes, Sirico cantaba "We Shall Overcome" hasta que un feligrés lo rescató. La citación fue luego anulada en el juicio y Sirico fue liberado con una advertencia del juez.
En julio de 1973, Sirico pasó a dirigir la recién fundada Iglesia Metropolitana de Cincinnati.
Sirico fue un defensor del matrimonio homosexual y realizó matrimonios del mismo sexo como ministro protestante. En 1975, Sirico realizó el primer matrimonio homosexual en la historia de Colorado en la Primera Iglesia Unitaria de Denver.
Sirico se fue de Seattle a Los Ángeles, donde se convirtió en el director del Centro Comunitario Gay de Los Ángeles. En 1976, la policía realizó una redada en uno de los eventos del centro, una "subasta de esclavos masculinos". Sirico dijo que el evento fue simplemente una recaudación de fondos para el centro y que la policía lo allanó con el fin de "desacreditar la imagen de los homosexuales en esta comunidad para obtener ganancias legislativas". Posteriormente se retiraron los cargos contra los detenidos.
En 2010, Sirico abordó sus actividades en una respuesta escrita a las preguntas que le hizo un escritor de National Catholic Reporter. "Creo que mis actividades en la década de 1970, aunque representan una postura política y teológica muy diferente a las que tengo hoy, me ayudan a comprender los complejos temas que entran en el debate sobre el matrimonio homosexual", escribió. "Estas ideas también han sido útiles en mi trabajo pastoral con personas que sienten atracción por personas del mismo sexo y me han dado una mayor sensibilidad en la lucha por vivir una vida casta".
En la primera parte de la década, Sirico mantuvo puntos de vista políticos y económicos de izquierda, e incluso se involucró con Jane Fonda y Tom Hayden y su Campaña por la Democracia Económica. Sin embargo, después de leer "Camino de servidumbre" de Friedrich von Hayek y "Capitalismo y libertad" de Milton Friedman, se convirtió en un libertario. En su libro, Defending the Free Market, Sirico escribió sobre su viaje de la política de izquierda a la economía de libre mercado: "Supongo que el hecho de que pasé un tiempo en la izquierda del espectro político no es lo sorprendente, soy un neoyorquino; soy un niño de los sesenta; fui al seminario a principios de los ochenta, cuando una forma bautizada de marxismo estaba al lado de la piedad. Cuando se toma todo eso en cuenta, mi estadía en la izquierda tiene al respecto casi la inevitabilidad de la dialéctica marxista. Lo que la mayoría de la gente encuentra sorprendente no es que una vez fui un zurdo portador de tarjetas, sino que, a pesar de mi experiencia, de alguna manera terminé como un apasionado defensor de la economía libre, de la libertad y gobierno limitado, de una comprensión tradicional de la cultura y la moral, de todas esas cosas que los Fundadores de Estados Unidos apreciaron y que nuestro país ahora está en peligro de perder."

### Década de 1980
Después de mudarse a Los Ángeles, Sirico asistió a Los Angeles City College, obteniendo un título de A.A. en Humanidades y Comunicaciones del Habla en 1978. Luego pasó a estudiar Inglés y Comunicaciones del Habla en la Universidad del Sur de California y completó su B.A. en 1981. Pasó un año estudiando literatura en St. Mary's University en Twickenham, Londres antes de regresar a California en 1980.
Sirico obtuvo su Maestría en Divinidad de  La Universidad Católica de América en 1987. Durante este período, Sirico inició una amistad con Michael Novak después de leer el libro de Novak de 1982, Espíritu del capitalismo democrático. A través de las frecuentes cenas de Novak, Sirico se reunió y entabló conversaciones con una variedad de líderes de opinión de la época. Él "fue testigo de Clare Boothe Luce contender con Jack Kemp y Bill Bennett sobre el significado de la virtud; escuchó a Irving Kristol, el padrino del neoconservadurismo, y su esposa Gertrude Himmelfarb, la historiadora y erudita victoriana, relata sus propios viajes intelectuales desde el socialismo; y se familiarizó con Charles Krauthammer,  Bob y Mary Ellen Bork y  Charles Murray." Un año después de la muerte de Novak, Sirico escribió sobre el impacto del teólogo en la vida del sacerdote. Sirico recordó que tanto él como Novak pasaron de una forma de socialismo democrático a una firme defensa del libre mercado. El joven Sirico también relató cómo introdujo la idea de escribir un libro sobre Teología de la Liberación a Novak, que se convirtió en su segunda publicación importante: "Will It Liberate?" Preguntas sobre la teología de la liberación. Sirico concluye afirmando que Novak fue un mentor valioso.
Sirico afirmó que las noches en la casa Novak contribuyeron significativamente a su eventual cosmovisión. "Estas reuniones fueron un gran aumento para mis clases", escribió en un recuerdo de Novak en 2017. "Esos debates de gran alcance sobre economía y política, arte y literatura y casi todo lo demás, modelaron una discusión abierta e informada que impulsó por curiosidad intelectual y cortesía, lamentablemente ausentes en el discurso público actual. Los participantes no siempre estuvieron de acuerdo entre sí, pero ciertamente disfrutaron de la compañía del otro. Esas noches fueron como un seminario de posgrado con algunas de las mejores mentes del país en el tiempo y en muchos sentidos formó una especie de Instituto proto-Acton y sirvió como un buen modelo para su eventual fundación".
Después de completar su noviciado con los Padres Paulistas en su casa de formación,  St. Paul's College en Washington, DC, Sirico fue ordenado sacerdote de la Orden Paulista en 1989.

### Década de 1990
En 1990, en respuesta a lo que vio como una comprensión insuficiente de la economía por parte de los líderes religiosos y el aislamiento religioso de los líderes empresariales, Sirico fundó el Acton Institute en Grand Rapids. Con el lema "conectar las buenas intenciones con la economía sólida", el instituto ofrece una visión de la economía del mercado libre dentro de un marco moral judeocristiano.  Sirico dice:

Lo esencial fue mi frustración cuando estaba en el seminario... escuchar las homilías predicadas que inevitablemente insultaban a los empresarios. Sabía que se trataba de un grave error tanto teológica como pastoralmente. Teológicamente, por la quiebra moral del socialismo como ideología. Pero pastoralmente porque alejaba a las buenas personas que trabajaban e intentaban participar en la misión cristiana.

Poco después de la fundación del instituto Papa Juan Pablo II publicó su  encíclica "Centesimus annus". Algunos, como Greg Burke, han afirmado que Juan Pablo II apoyó la visión económica y moral de Sirico tomando lo que Sirico llama una "opción preferencial por la libertad", y afirmando que la libertad económica es esencial para una sociedad moral y hace que la ayuda a los pobres sea más eficaz.
Como se señaló en un ensayo de 2017 en  The Wall Street Journal : "Cuando se fundó el Instituto Acton en 1990, Estados Unidos estaba en un apogeo del pensamiento armonioso sobre el capitalismo y los valores cristianos. Intelectuales católicos como Michael Novak, Richard John Neuhaus, y George Weigel ganaron renombre por defender la libertad económica. Novak describió el credo económico cristiano ideal como "libertad ordenada": "un sistema que reconoce los riesgos del consumismo y la competencia y los mitiga con una cultura moral en lugar de una regulación estatal".

### 2000
En 2012, Sirico publicó "Defending the Free Market: The Moral Case for a Free Economy". Al revisar el libro en The Washington Times, Claire Cousino escribió: "A pesar de su título," Defending the Free Market "es todo menos un manifiesto randiano. El padre Sirico sostiene que un gobierno estable y limitado juega un papel esencial en permitir que la empresa humana prospere ayudando en la aplicación de leyes justas y la protección de los derechos básicos de sus ciudadanos, incluido el derecho a la propiedad privada". Continuó: "Uno de los aspectos más destacados del libro es su análisis del papel de la libre empresa en el alivio de la pobreza mundial. A partir de una serie de entrevistas con líderes y empresarios de países en desarrollo sobre los desafíos económicos que enfrentan, desde sistemas legales impredecibles o injustos hasta la forma en que la ayuda occidental a menudo socava las empresas locales y sostiene a los gobiernos corruptos; sostiene que las naciones occidentales deben rechazar los supuestos neocoloniales en favor de soluciones que "recurran a las capacidades de los pobres".
En una reseña de Defending the Free Market escrita para The Libertarian Christian Institute, Laurence Vance señaló: "Sirico defiende valientemente a los 'talleres clandestinos' por aumentar los ingresos de muchas personas pobres y poner a sus familias en el primer peldaño de la escalera" del progreso económico. Sin embargo, señala que "la fuerza que ha creado muchos de los talleres clandestinos más brutales no es la libertad económica, sino una mezcla mestiza de capitalismo e intromisión del gobierno".
Al año siguiente, 2013, Sirico colaboró en el libro "La guía de campo para el viaje del héroe" con Jeff Sandefer. Según Stephen Herreid, revisando el libro para la Intercollegiate Review, La "Guía de campo" es una guía tan buena para jóvenes como para mayores que la humanidad debería leer, y extrae sus tesoros principalmente de la sabiduría de las épocas. El lector aprenderá de maestros como Shakespeare, Bunyan, Tolstoi, Hawthorne, Hugo, y Longfellow, sin mencionar los clásicos como Beowulf, las fábulas de Esopo y la Biblia King James, y ejemplos heroicos como Winston Churchill, Teddy Roosevelt y el reverendo Martin Luther King". Herreid destaca las sinceras observaciones de Sirico sobre su evolución política y religiosa: "El padre Sirico no tiene miedo de recordar sus fracasos y tiene la humildad suficiente para contar cómo ha aprendido de sus errores. Un autor, sacerdote y figura pública ahora, aprendió algunas lecciones de la manera más difícil en los años 70, cuando pasó su tiempo haciendo piquetes por causas izquierdistas con camaradas vestidos de jean, de Birkenstock y perfumados con aceite de pachulí."
Según The Wall Street Journal : "Para el padre Sirico, mantener un enfoque local ha ofrecido una oportunidad ideal para poner en práctica los valores de Acton. En 2013, se embarcó en una misión para revitalizar la entonces menguante Academia del Sagrado Corazón la escuela en la parroquia de Grand Rapids donde se desempeña como párroco. Instituyó un plan de estudios clásico y aumentó la cantidad de oración regular mientras quitaba a la escuela todo apoyo gubernamental. Las reformas han multiplicado por cuatro la matrícula en tantos años, una pequeña pero una victoria sólida para la mezcla de fe y laboriosidad sin trabas que predica el padre Sirico en Acton".

### Comentario político y social
Los escritos de Sirico han aparecido en The New York Times, The Wall Street Journal, el Financial Times, Forbes, National Review, The Washington Times, First Things, el National Catholic Register, la National Catholic Reporter, Crisis magazine, y el Journal of Markets & Morality. En sus escritos, aborda temas como la ética de  política y  libertad social y la historia de derechos civiles, comercio internacional y  finanzas, ética empresarial y bioética.
Sirico da conferencias en todo el mundo sobre economía y moralidad, en  Norte y América del Sur,  Centro y Europa del Este, y en otros lugares. También es un invitado frecuente de radio y televisión.
En noviembre de 2009, Sirico firmó la "Declaración de Manhattan", una declaración ecuménica emitida por líderes cristianos en defensa del  santidad de la vida, el matrimonio y la libertad religiosa. Al año siguiente, en una entrevista con el National Catholic Reporter, Sirico declaró que "La Declaración de Manhattan y su sección sobre el matrimonio expresan razonablemente mi punto de vista sobre el asunto hoy y, además de esbozar lo que veo como una preocupación necesaria y equilibrada que surge de mi propio pasado, mi experiencia de haber defendido posiciones opuestas a las de la Iglesia cuando estaba fuera de su redil. En particular, veo el "impulso actual de redefinir el matrimonio para reconocer las relaciones entre personas del mismo sexo y múltiples parejas "es un síntoma, más que la causa, de la erosión de la cultura del matrimonio". Creo que la cuestión del "matrimonio entre homosexuales" surge hoy porque, como cultura, ya no entendemos completamente qué es el matrimonio en sí en su significado bíblico y teológico. Abandonar la visión de la Iglesia sobre el matrimonio erosionará la cultura del matrimonio en sí, con una amplia y deletérea repetición. rcussions. Como dice la Declaración de Manhattan, "encajaría en su lugar la creencia falsa y destructiva de que el matrimonio tiene que ver con el romance y otras satisfacciones de los adultos, y no, de manera intrínseca, con la procreación y el carácter único y el valor de los actos y relaciones cuyo el significado está determinado por su aptitud para la generación, promoción y protección de la vida ".
En 2012, Sirico publicó un ensayo en un blog que describía sus puntos de vista sobre la sindicalización después de que la legislatura de Míchigan aprobara una ley de derecho al trabajo en el estado. De acuerdo con la legislación, Sirico escribió: "Históricamente, la Iglesia Católica ha mirado favorablemente a los sindicatos, con excepciones, por supuesto. La Iglesia ve a los sindicatos como una forma de velar por el bienestar de los trabajadores y sus familias. Sin embargo, esto sesgo favorable no significa que los trabajadores estén obligados a afiliarse a un sindicato, ni que la dirección esté obligada a aceptar los términos de un sindicato. El derecho a afiliarse a un sindicato, en la doctrina social de la Iglesia, se basa en el derecho natural de asociación, que, por supuesto, también significa que las personas tienen derecho a no asociarse. Que es exactamente lo que aborda esta legislación; protege a los trabajadores de ser coaccionados para asociarse y pagar cuotas a un grupo al que preferirían no unirse". Otros clérigos católicos de Míchigan expresaron opiniones contrarias, mientras que la Conferencia Católica de Míchigan no testificó.
En mayo de 2018, Sirico abordó los problemas de educación en los Estados Unidos en un artículo de opinión de Detroit News. En el ensayo, defiende el principio católico de subsidiariedad, que define brevemente "que las necesidades se satisfacen mejor a nivel local". Según Sirico, la Conferencia de Obispos Católicos de los Estados Unidos ignoró el principio de subsidiariedad cuando abogó por un crédito fiscal federal para los padres que envían a sus hijos a escuelas parroquiales. "En pocas palabras -escribió-, lo que funciona en un estado puede que no funcione en otro. Un enfoque de 'inclusión voluntaria' es más deseable para los mandatos federales de alto nivel y es más manejable a nivel local. Estados, y para el caso, los municipios tendrían flexibilidad para brindar libertad de educación a las familias que saben más que los planificadores federales". Él introduce estos comentarios escribiendo: "En mi trabajo como pastor de una parroquia católica del centro de la ciudad que también cuenta con programas K-12 y preescolar, soy testigo diario de los sacrificios que los padres y tutores hacen voluntariamente para brindar a sus hijos la cultura y la educación clásicas que impregna nuestros planes de estudio. las escuelas sumidas en un crecimiento administrativo y burocrático están perpetuamente estancadas en la neutralidad cuando se trata de preparar adecuadamente a muchos, si no a la mayoría, de los estudiantes mientras persiguen sus pasiones".

### Nombramientos y honores
En 1990, Sirico fue incluido en la Sociedad Mont Pelerin. Sirvió en la Comisión de Derechos Civiles de Míchigan de 1994 a 1998. La Universidad Franciscana de Steubenville otorgó a Sirico un  honorario un doctorado en Ética Cristiana en 1999. La Universidad Francisco Marroquín en 2001 le otorgó un doctorado honoris causa en ciencias socialess.
También forma parte de la junta de asesores del Instituto Fe y Libertad, en Guatemala. el Comité para un Mañana Constructivo y el  Instituto Cívico en Praga.

## Vida personal
El 10 de mayo de 1972, Sirico declaró públicamente su homosexualidad y se convirtió en un activista de los derechos de los homosexuales (derechos LGBT en los Estados Unidos). Posteriormente se unió y sirvió como ministro en la Iglesia de la Comunidad Metropolitana. Sirico inicialmente promovió la política de izquierda, pero después de un tiempo comenzó a darse cuenta de que no estaba de acuerdo con los principios del socialismo y la erosión de la institución del matrimonio.

## Publicaciones

### Autor
- Catholicism's Developing Social Teaching (Acton Institute, 1993; ISBN 1-880595-01-X)
- Moral Basis for Liberty (Foundation for Economic Education, 1996; ISBN 1-57246-059-8)
- Toward a Free and Virtuous Society (Acton Institute, 1997; ISSN 1075-6566)
- Il personalismo economico e la società libera (Italian language edition; Rubbettino, 2001; ISBN 88-498-0104-1)
- Capitalism, Morality and Markets, as a contributor (Institute of Economic Affairs, 2001; ISBN 0-255-36496-2)
- The Entrepreneurial Vocation (Acton Institute, 2001; ISBN 1-880595-20-6)
- The Soul of Liberty (Acton Institute, 2002; ISSN 1075-6566)
- Defending the Free Market: The Moral Case for a Free Economy (Regnery Publishing, 2012; ISBN 1596983256)

### Co-author
- A Field Guide for the Hero's Journey (Acton Institute, 2012; ISBN 1938948319)

### Editor
- The Social Agenda: A Collection of Magisterial Texts (Pontifical Council for Justice and Peace, 2000; ISBN 88-209-2920-1)